# Dorothy Tennov
Dorothy Tennov (29 de agosto de 1928 – 3 de febrero de 2007) fue una psicóloga estadounidense que introdujo el término limerencia en su libro de 1979 Love and Limerence – the Experience of Being in Love. Durante sus años de investigación en las experiencias de amor romántico, ella obtuvo miles de testimonios personales de cuestionarios, entrevistas, y cartas de sus lectores, en un intento de apoyar su hipótesis de que un estado psicológico distinto e involuntario ocurre de manera idéntica entre las personas son normales aún entre diferentes culturas, nivel educativo, género y otros rasgos. Tennov enfatizó sus datos consisten solamente de informes verbales por voluntarios que informaron acerca de sus experiencias de amor.

## Biografía
Dorothy Tennov nació en el condado de Montgomery, Alabama. Recibió su título de grado en el Brooklyn College y un doctorado en filosofía de la Universidad de Connecticut. Fue profesora de psicología en la Universidad de Bridgeport por 20 años. Adicionalmente, también fue una estudiante de filosofía de la ciencia.
Tuvo tres hijos: Randall Hoffman (f. 19 Nov. 1994), Ace Hoffman y Daniel Hoffman. Desde 1986 ella vivió en Millsboro, Delaware, donde dio clases en la academia de aprendizaje de nivel superior local y trabajó como voluntaria en el hogar de ancianos. Ella era apasionada por la música, especialmente clásica. Podía tocar el piano, lo que hacía en una iglesia local. Se ofreció como voluntaria en el teatro comunitario, Possum Point Players. Tennov falleció en Harbeson, Delaware a la edad de 78 años en 2007.

## Publicaciones
Fue autora de tres libros publicados, incluyendo Love and Limerence, Psychotherapy: The Hazardous Cure, y Super Self: A woman's guide to self-management. Entre sus otros escritos se encontraba una obra premiada sobre la vida en un asilo de ancianos, reseñas de libros científicos, presentaciones en reuniones científicas, y ensayos. Sus créditos en televisión incluyen una entrevista con PBS con la novelista y ensayista Simone de Beauvoir y una aparición en un documental de 1998 de la BBC, The Evolution of Desire. Ella participó en discusiones de Internet sobre temas científicos y políticos mientras investigaba para un próximo libro en el cual ella planeó analizar más a fondo las metodologías y filosofías de las ciencias humanas.